# 메티라폰
메티라폰(Metyrapone)은 메토피론(Metopirone)이라는 상품명으로 판매 중인 약물로, 부신기능부전의 진단에 사용하며 간혹 쿠싱 증후군 치료에도 이용한다. 스테로이드생성 억제제에 속한다.

## 의학적 사용
메티라폰은 부신기능부전 진단에 이용할 수 있다. 검사를 위해 밤 시간에 메티라폰을 간식과 함께 30 mg/kg (최대 용량 3,000 mg) 투여한다. 다음 날 아침 혈장 코르티솔과 11-디옥시코르티솔을 측정한다. 혈장 코르티솔 수치가 220 nmol/L보다 낮다면 11β-수산화효소가 적절히 억제됐다는 것을 의미한다. 시상하부-뇌하수체-부신 축(HPA 축)이 정상인 환자의 경우, 코르티솔 농도가 낮아지면서 그에 대한 반응으로 부신피질자극호르몬 방출호르몬(CRH)과 부신피질자극호르몬(ACTH)이 상승한다. 따라서 스테로이드 전구체가 증가한다. 그러므로 만일 11-디옥시코르티솔 농도가 올라가지 않고 7 µg/dL (202 nmol/L)보다 낮은 상태를 유지하고, ACTH가 올라간다면 부신기능부전을 강하게 시사한다. 11-디옥시코르티솔과 ACTH가 모두 올라가지 않는다면 뇌하수체나 시상하부 어느 한쪽이 손상되어 HPA 축이 제대로 기능하지 못하는 상황을 강력히 의심할 수 있다.
메티라폰 검사는 쿠싱 증후군 원인을 감별하는 데에 도움이 될 수도 있다. 뇌하수체의 기능이상이나 미세선종이 있는 대부분의 환자는 메티라폰 투여 시 이에 대한 반응으로 ACTH 분비가 증가한다. 반면 이소성 ACTH 분비 종양이 있는 경우 대개 ACTH 분비가 증가하지 않는다. 단, 뇌하수체 미세선종이 항상 메티라폰에 반응하지는 않는다.
한편, 메티라폰을 (ACTH 의존성이든 비의존성이든) 쿠싱 증후군의 코르티솔 과다를 조절하는 데에 이용하기도 한다. 치료의 목표는 수술 전 코르티솔 과다를 조절하거나, 나비뼈경유수술(TSS) 혹은 부신절제술 같은 수술 후 남은 질환을 조절하는 데에 있다. 메티라폰 투여는 장기간의 완치가 목적이 아니며, 단지 보조 요법일 뿐이다. 메티라폰은 부신의 스테로이드 생합성을 억제하여 작용한다. 나타날 수 있는 부작용으로는 여성의 다모증이 있는데, 과도하게 많은 안드로겐 전구체가 만들어지기 때문이다. 이는 쿠싱 증후군의 치료에 사용되는 또 다른 약제인 케토코나졸은 부작용으로 다모증이 나타나지 않는 것과 대조된다.

## 약리학
메티라폰은 11β-수산화효소의 가역적 억제제로 작용하여, 코르티솔의 합성을 차단한다. 이로 인해 ACTH 분비가 증가하고 차례로 혈장 내 11-디옥시코르티솔 농도는 증가한다.

## 화학
메티라폰의 구조유사체에는 아미노글루테티미드, 암페논 B, 미토탄 등이 있다.

## 연구
메티라폰은 초기 인체 실험에서 정상 지원자의 감정적 기억에 대한 기억을 감소시키는 것으로 밝혀졌다. 지원자들은 부정적인 감정적 내용이 포함된 기억을 검색하는 능력에 상당한 손상을 보였지만 중립적인 내용의 기억은 손상되지 않았다. 이는 외상 후 스트레스 장애의 정서적 치유 과정을 연구하는 데 중요한 의미를 갖는다.
글루카곤에 대한 코르티솔의 허용적 작용에 따른 코르티솔의 부분적인 차단은 대사 증후군(X증후군) 및 제2형 당뇨병에서 만성적으로 혈당을 증가시키는 순환 글루카곤의 영향을 감소시킬 수 있다.